# 馬洛哈特卡
49°6′57″N 38°48′5″E / 49.11583°N 38.80139°E
小哈特卡（烏克蘭語：Малохатка）是位於烏克蘭東部的村莊，由盧甘斯克州舊比利斯克區的舒利亨卡市鎮負責管轄。該村始建於1957年，面積0.76平方公里，海拔高度137米，2001年人口600，人口密度每平方公里788.4人。